# Elydnus dembickyi
Elydnus dembickyi là một loài bọ cánh cứng trong họ Cerambycidae.